# Rebell i bojor
Rebell i bojor (originaltitel: Cool Hand Luke) är en amerikansk dramafilm från 1967 i regi av Stuart Rosenberg. Filmen är baserad på en roman av Donn Pearce. Den vann en Oscar för bästa manliga biroll (George Kennedy) och var nominerad för en Oscar för bästa manliga huvudroll (Paul Newman), bästa filmmusik och bästa manus efter förlaga.
Filmen valdes 2005 ut av USA:s kongressbibliotek för att bevaras i National Film Registry.

## Handling
Luke (Paul Newman) har tråkigt en kväll och börjar förstöra parkeringsmätare och som straff skickas han till ett fångläger ute i Floridas fuktiga hetta. Men Luke vägrar böja sig för systemet.

## Rollista i urval
- Paul Newman – Lucas "Luke" Jackson
- George Kennedy – Dragline
- J.D. Cannon – Society Red
- Lou Antonio – Koko
- Robert Drivas – Loudmouth Steve
- Strother Martin – kapten
- Dennis Hopper – Babalugats
- Harry Dean Stanton – Tramp